# From Beyond
From Beyond —  четвёртый студийный альбом шведской хэви-метал группы Enforcer, выпущенный 27 февраля 2015 года.

## Список композиций
| №   | Название                | Длительность |
| --- | ----------------------- | ------------ |
| 1.  | «Destroyer»             | 3:41         |
| 2.  | «Undying Evil»          | 3:53         |
| 3.  | «From Beyond»           | 3:22         |
| 4.  | «One with Fire»         | 2:52         |
| 5.  | «Below the Slumber»     | 6:21         |
| 6.  | «Hungry They Will Come» | 4:32         |
| 7.  | «The Banshee»           | 4:17         |
| 8.  | «Farewell»              | 4:12         |
| 9.  | «Hell Will Follow»      | 3:19         |
| 10. | «Mask of Red Death»     | 6:12         |

## Участники записи
- Улоф Викстранд — вокал, гитара
- Юсеф Толль — гитара
- Тобиас Линдквист — бас-гитара
- Юнас Викстранд — ударные

## Позиции в чартах
| Чарт (2015)                   | Высшая позиция |
| ----------------------------- | -------------- |
| Германия (Offizielle Top 100) | 84             |
| Бельгия/Фландрия (Ultratop)   | 173            |